# Anna Stellinger
Anna Stellinger, född 1974, är en svensk statsvetare, tidigare generaldirektör och sedan 2019 chef för internationella och EU-frågor på Svenskt Näringsliv. Hon ingår i Svenskt Näringslivs ledningsgrupp. Sedan 2023 ledamot av Kungliga Ingenjörsvetenskapsakademin.

## Biografi
Stellinger har dubbla examina från Lunds universitet, magisterexamen i statsvetenskap och en kandidatexamen i franska, samt en internationell master i internationella relationer från Institut d'Études Politiques de Paris.  
Mellan 2000 och 2009 var hon verksam vid flera olika tankesmedjor i Paris, främst med fokus på sociala och ekonomiska reformer. Under den perioden var hon flitigt förekommande i fransk debatt och media, såväl tidningar som radio och TV.
Stellinger var myndighetschef och direktör för Svenska institutet för europapolitiska studier (Sieps) 2009–2014 och därefter generaldirektör för Kommerskollegium 2014–2019. När hon tillträdde som chef för Sieps 2009 blev hon Sveriges yngsta myndighetschef. 
Stellinger var mellan 2013 och 2020 ledamot och från 2017 även vice ordförande i Lunds universitets styrelse. Sedan 2020 är hon styrelseledamot i Business Sweden. Hon är även styrelseledamot i det statliga bolaget Swedfund och det oberoende forskningsinstitutet Utrikespolitiska institutet sedan 2023.    
I juni 2014 utnämndes Stellinger till riddare av franska nationalförtjänstorden (Ordre national du Mérite) enligt beslut av president François Hollande för sina ”enastående bidrag till idéutbytet mellan Frankrike och Sverige samt hennes samhällsengagemang”. 
I maj 2022 tilldelades Stellinger Konungens medalj av tolfte storleken med högblått band ”för framstående samhällsinsatser och främjande av svensk-franska förbindelser”.